# Arxiu Municipal de Roses
L'Arxiu Municipal de Roses (AMR) és un arxiu municipal de titularitat municipal adscrit a l'Ajuntament de Roses i al Sistema d'Arxius de Catalunya.

## Història
Al llarg dels segles la documentació ha estat conservada en diversos indrets, com ara a la botiga que la universitat de la vila tenia fora de les muralles, la capella del Roser de l'església del monestir de Santa Maria de Roses o els diferents edificis que ha tingut el consistori al barri de Roses. El servei d'arxiu va ser creat l'octubre de 1991 i l'equipament va ser obert al públic el mes d'agost de 1992 al número 28 del carrer de la Mainada.
L'any 2003 coorganitzà, juntament amb l'Associació d'Arxivers de Catalunya, les IX Jornades d'Arxivística de Catalunya titulades Del continent al document: estratègies per a una política de preservació i conservació. El 2 de setembre de 2013 s'adherí a la Declaració Universal dels Arxius, i esdevingué el tercer arxiu català que ho feia. També va ser pioner en adherir-se al projecte col·laboratiu Archives World Map el mes de gener de 2017, essent el primer arxiu empordanès i gironí.
A banda de la gestió documental, el centre va passar a difondre el seu patrimoni a través de dues iniciatives: el document del mes, des de l'any 2012, des del qual es pública un document significatiu dels fons conservats a l'arxiu. I el Locus amoenus, una activitat que lliga l'experiència personal de les persones, un indret i els documents conservats a l'arxiu que fan referència al lloc i al protagonista.
El 8 de febrer de l'any 2019 l'Ajuntament de Roses va comprar la casa Rahola Berga, que és un Bé Cultural d'Interès Local, per un import de 848.558 euros, amb l'objectiu de traslladar-hi l'arxiu. L'edifici adquirit, que és cèntric i proper a l'edifici consistorial, té planta baixa, un pis amb un balcó de tres portes i una planta àtic. El consistori considerà necessari el trasllat de l'equipament perquè la superfície ni les condicions eren les necessàries per l'arxiu, en una seu provisional des de 1992. Tanmateix, amb el canvi de govern el projecte es va deixar aparcat i l'Arxiu Municipal romandrà al mateix equipament provisional on ha estat sempre.

## Fons i col·leccions
L'Arxiu Municipal de Roses és el centre dedicat a la gestió de la documentació de l'Ajuntament de Roses, la qual ocupa la majoria dels dipòsits del centre. Malgrat tot, la majoria de la documentació és del segle xx, menys uns quants metres de la segona meitat del segle xix i alguns documents relatius al segle xviii. Resultat de la inestabilitat de la població per la presència de la plaça forta de Roses, que va comportar la presència continuada de la guerra des del segle xvii al XIX i de la desaparició de la Universitat de Roses i el seu fons durant les dècades de 1640 i 1650.
Compta amb nombrosos fons familiars, personals, entitats i empreses rosincs, dels quals en destaquen els fons de les famílies Coll, Llorens, Sans-Falgarona i d'empreses com Empordà Televisió o el despatx d'arquitectes Risques i Associats; d'associacions com el de l'Agrupació Esportiva Roses, institucions com l'Escola Narcís Monturiol i col·leccions de fotografia com la de Joan Reixach Coral, de Benet Fonolleras o l'Abans de Roses. Així com una extensa hemeroteca rosinca del segle XX i una biblioteca patrimonial conformada pels fons de l'Ajuntament i de particulars.